# Аксонный транспорт
Аксо́нный тра́нспорт — это перемещение по аксону нервной клетки различного биологического материала.
Аксональные отростки нейронов отвечают за передачу потенциала действия от тела нейрона к синапсу. Также аксон представляет собой путь, по которому осуществляется транспорт необходимых биологических материалов между телом нейрона и синапсом, необходимый для функционирования нервной клетки. По аксону из области синтеза в теле нейрона транспортируются мембранные органеллы (митохондрии), различные везикулы, сигнальные молекулы, ростовые факторы, белковые комплексы, компоненты цитоскелета и даже Na+- и K+-каналы. Конечными пунктами этого транспорта служат определенные области аксона и синаптической бляшки. В свою очередь, нейротрофические сигналы транспортируются из области синапса к телу клетки. Это выполняет роль обратной связи, сообщающей о состоянии иннервации мишени.
Длина аксона периферической нервной системы человека может превышать 1 м, а может быть и больше у крупных животных. Толщина большого мотонейрона человека составляет 15 мкм, что при длине в 1 м дает объём ~0,2 мм³, а это почти в 10000 раз больше объёма клетки печени. Это делает нейроны зависимыми от эффективного и координированного физического транспорта веществ и органелл по аксонам.
Величины длин и диаметров аксонов, а также количества материала, транспортируемого по ним, безусловно, говорят о возможности возникновения сбоев и ошибок в системе транспорта. Многие нейродегенеративные заболевания непосредственно связаны с нарушениями в работе этой системы.

## Основные особенности аксонной транспортной системы
Упрощённо аксонный транспорт можно представить как систему, состоящую из нескольких элементов. В неё входят груз, белки-моторы, осуществляющие транспорт, филаменты цитоскелета, или «рельсы», вдоль которых «моторы» способны передвигаться. Также необходимы белки-линкеры, связывающие белки-моторы с их грузом или другими клеточными структурами, и вспомогательные молекулы, запускающие и регулирующие транспорт.

## Классификация аксонного транспорта
Белки цитоскелета доставляются из тела клетки, двигаясь по аксону со скоростью от 1 до 5 мм в сутки. Это медленный аксонный транспорт (похожий на него транспорт имеется и в дендритах). Многие ферменты и другие белки цитозоля также переносятся при помощи этого типа транспорта.
Нецитозольные материалы, которые необходимы в синапсе, такие как секретируемые белки и мембраносвязанные молекулы, двигаются по аксону с гораздо большей скоростью. Эти вещества переносятся из места их синтеза, эндоплазматического ретикулума, к аппарату Гольджи, который часто располагается у основания аксона. Затем эти молекулы, упакованные в мембранные пузырьки, переносятся вдоль рельсов-микротрубочек путём быстрого аксонного транспорта со скоростью до 400 мм в сутки. Таким образом по аксону транспортируются митохондрии, различные белки, включая нейропептиды (нейромедиаторы пептидной природы), непептидные нейромедиаторы.
Транспорт материалов от тела нейрона к синапсу называется антероградным, а в обратном направлении — ретроградным.
Транспорт по аксону на большие расстояния происходит с участием микротрубочек. Микротрубочки в аксоне обладают присущей им полярностью и ориентированны быстрорастущим (плюс-)концом к синапсу, а медленнорастущим (минус-) — к телу нейрона. Белки-моторы аксонного транспорта принадлежат к кинезиновому и динеиновому суперсемействам.
Кинезины являются, в основном, плюс-концевыми моторными белка́ми, транспортирующими такие грузы, как предшественники синаптических везикул и мембранные органеллы. Этот транспорт идет в направлению к синапсу (антероградно). Цитоплазматические динеины — это минус-концевые моторные белки, транспортирующие нейротрофные сигналы, эндосомы и другие грузы ретроградно к телу нейрона. Ретроградный транспорт осуществляется динеинами не эксклюзивно: обнаружены несколько кинезинов, перемещающихся в ретроградном направлении.